# Stromateidae
Famille
Les stromatées (Stromateidae) forment une famille des poissons de l'ordre des Scombriformes.

## Description
Les Stromateidae(butterfishes ou « poissons-beurre », en anglais) font partie du sous-ordre des Stromateoidei (taxon aujourd'hui obsolète), qui comprend six familles. Ils partagent une morphologie particulière du museau et  de la tête qui a été décrite comme ayant un « nez épais, aux yeux grands ouverts, l’air à la fois satisfait et inquiet ».

## Écologie
Les Stromateidae se nourrissent de méduses, siphonophores, de salpes et d'autres petits invertébrés. Les jeunes individus sont pélagiques et sont souvent observés sous des objets flottants ou des algues. Beaucoup s’associent à des méduses, qui leur offriraient à la fois une protection contre les prédateurs et une source de nourriture.

## Liste des genres
Selon World Register of Marine Species (30 janv. 2016) et ITIS (30 janv. 2016) :
- genre Pampus Bonaparte, 1834
- genre Peprilus Cuvier, 1829
- genre Stromateus Linnaeus, 1758

## Systématique
Diverses phylogénies moléculaires  confirment toutes que les Scombriformes constituent un groupe monophylétique, mais elles ne s’accordent sur presque rien d’autre, à l’exception de quelques clades dont un clade comprenant les Stromateidae, et deux familles apparentées, les Ariommatidae et Nomeidae.
Le nom valide complet (avec auteur) de ce taxon est Stromateidae Rafinesque, 1810.

## Étymologie
Le nom de la famille Stromateidae dérive du genre Stromateus, établi par Linné en 1758. Ce nom provient d’un terme utilisé par les anciens Grecs d’Égypte pour désigner un poisson inconnu, probablement originaire de la mer Rouge. Le mot est issu d’un terme signifiant « tapis ou couverture en patchwork », ce qui pourrait faire référence à la forme plate du poisson et à ses couleurs variées.